# Российское акустическое общество
Российское акустическое общество — российское научное общество, созданное в 1991 году с целью координации научной деятельности в области акустики в России.

## История создания
Изначально в СССР научная деятельность в области акустики координировалась в рамках Всесоюзных Акустических конференций, первая из них состоялась по инициативе академика Н. Н. Андреева в сентябре 1931 года. Она была проведена в ленинградском Физико-Техническом институте.
С 1958 года организацией и проведеним Всесоюзных конференций занялся московский Акустический институт им. акад. Н. Н. Андреева.
Ныне существующее Российское акустическое общество было создано по решению XI Всесоюзной акустической конференции в июне 1991 года.
На сегодняшний день Российское акустическое общество осуществляет свою деятельность в 49 регионах России, насчитывает более 500 членов из 120 различных научно-исследовательских институтов, университетов и других научных организаций.